# Brzezinka (powiat krakowski)
Brzezinka – wieś w Polsce położona w województwie małopolskim, w powiecie krakowskim, w gminie Zabierzów.
W roku 2021 we wsi mieszkało 731 osób, z czego 51,6% mieszkańców stanowiły kobiety, a 48,4% mężczyźni.

## Części wsi
| SIMC    | Nazwa  | Rodzaj     |
| ------- | ------ | ---------- |
| 0343668 | Łączki | przysiółek |

## Historia
Pierwsza wzmianka Długosza o wsi pochodzi z 1427 r., stanowiła własność kapituły krakowskiej. W tym okresie stała w Brzezince karczma i młyn nad rzeką Ossobnicza. W poł. XVI w. zbudowano we wsi dwór. Wieś dziekana kapituły katedralnej krakowskiej w powiecie proszowickim województwa krakowskiego w końcu XVI wieku.
W latach 1815–1846 wieś położona była na terenie Wolnego Miasta Krakowa, potem w zaborze austriackim, a w czasie II Rzeczypospolitej w powiecie chrzanowskim w województwie krakowskim. Od 26 października 1939 do 18 stycznia 1945 wieś należała do gminy Kressendorf w Landkreis Krakau, dystryktu krakowskiego w Generalnym Gubernatorstwie. Jesienią 1954 r. wieś została przyłączona do gromady Rudawa w ówczesnym powiecie chrzanowskim w woj. krakowskim. 1 stycznia 1973 znalazła się w gminie Rudawa w ówczesnym powiecie chrzanowskim w woj. krakowskim. W latach 1975–1998 miejscowość administracyjnie należała do województwa krakowskiego. 15 stycznia 1976 roku gmina Rudawa została zniesiona przez połączenie z dotychczasową gminą Zabierzów w nową gminę Zabierzów i tam znalazła się także Brzezinka.

## Położenie, przyroda i turystyka
Brzezinka położona jest u wylotu Doliny Będkowskiej w Rowie Krzeszowickim rozdzielającym Wyżynę Olkuską od Garbu Tenczyńskiego. Północne tereny wsi, leżące na północnych stokach Wyżyny Olkuskiej ze względu na piękno krajobrazu i cenną przyrodę włączone zostały w obszar Parku Krajobrazowego Dolinki Krakowskie. Położenie miejscowości sprawia, że jest ona dobrym miejscem wypadowym do zwiedzania Doliny Będkowskiej, której wylot znajduje się w przysiółku Łączki Brzezińskie.
Wieś znajduje się około 7 km na zachód od granic Krakowa. Graniczy od wschodu z Kobylanami, od południa z Niegoszowicami, od zachodu z Rudawą i od północnego zachodu z Radwanowicami.
Przebiegające przez miejscowość lub w bezpośrednim jej sąsiedztwie szlaki turystyki pieszej i rowerowej umożliwiają zwiedzenie również pozostałych, nieco dalej położonych dolin: Kobylańskiej, Bolechowickiej, Kluczwody, Szklarki i Racławki. Przez tereny wsi przepływa mający swoje źródła w Dolinie Będkowskiej i uchodzący do Rudawy potok Będkówka.

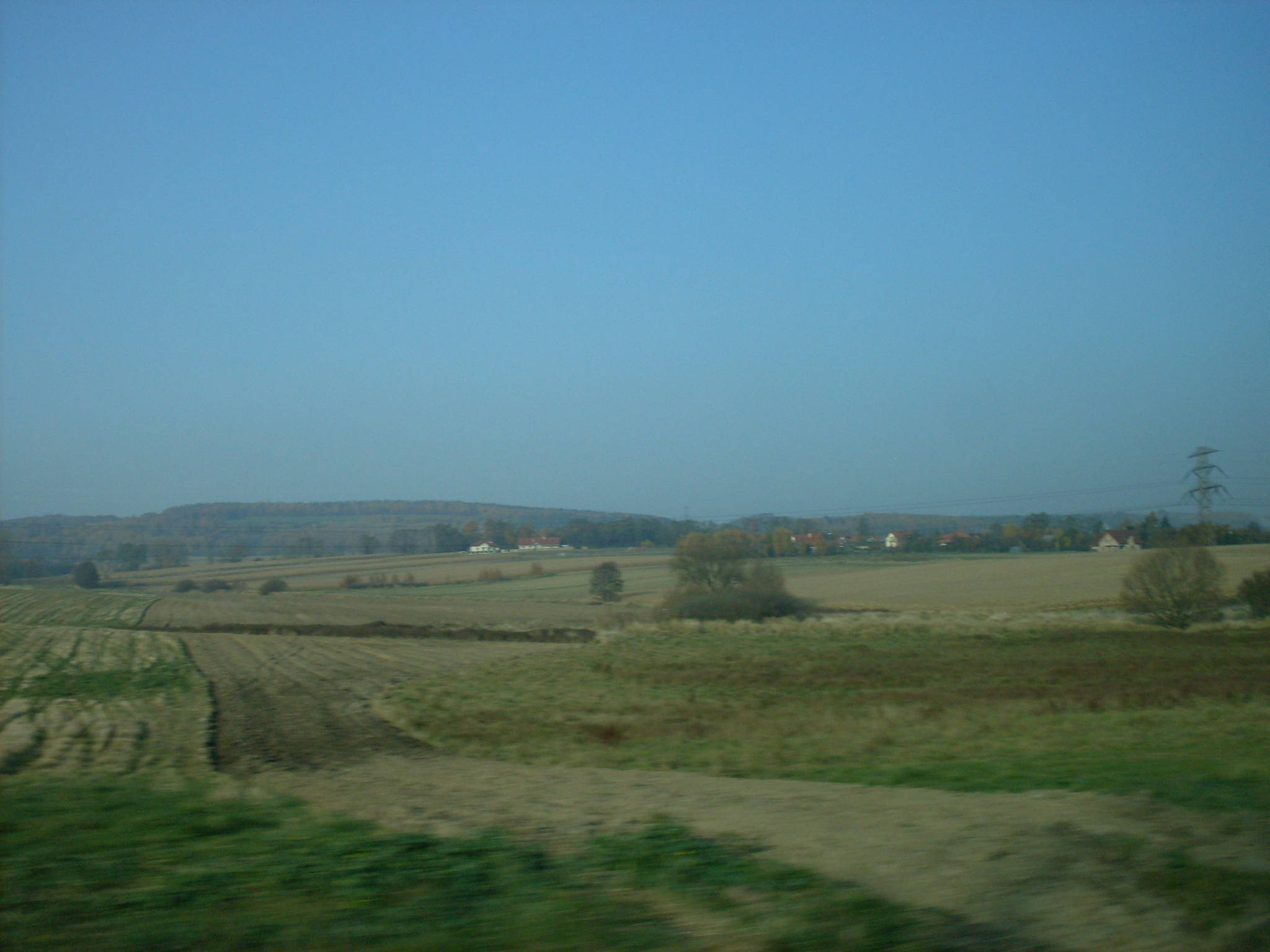
Stawiany Brzezińskie
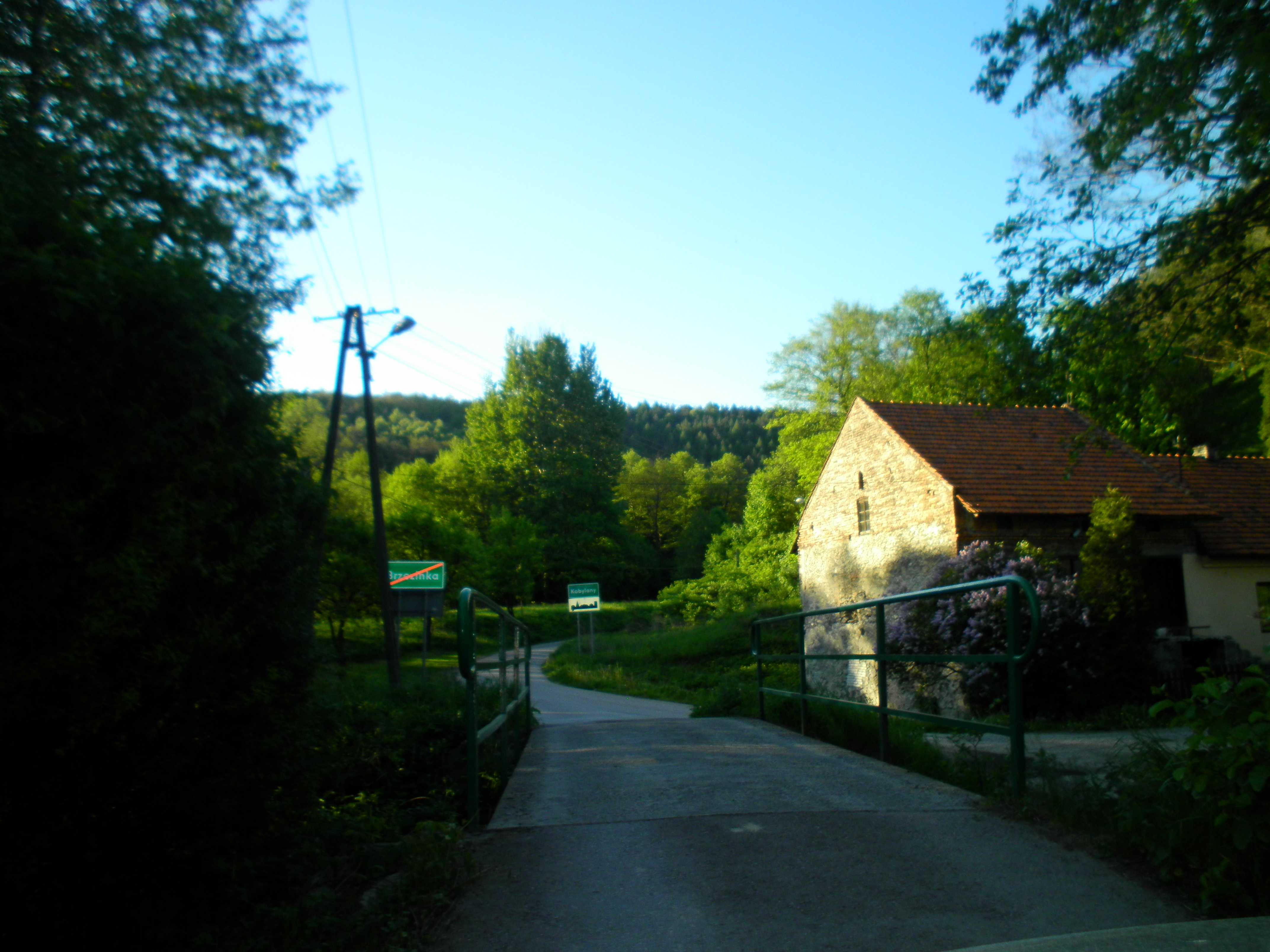
Granica przysiółku Łączki Brzezińskie
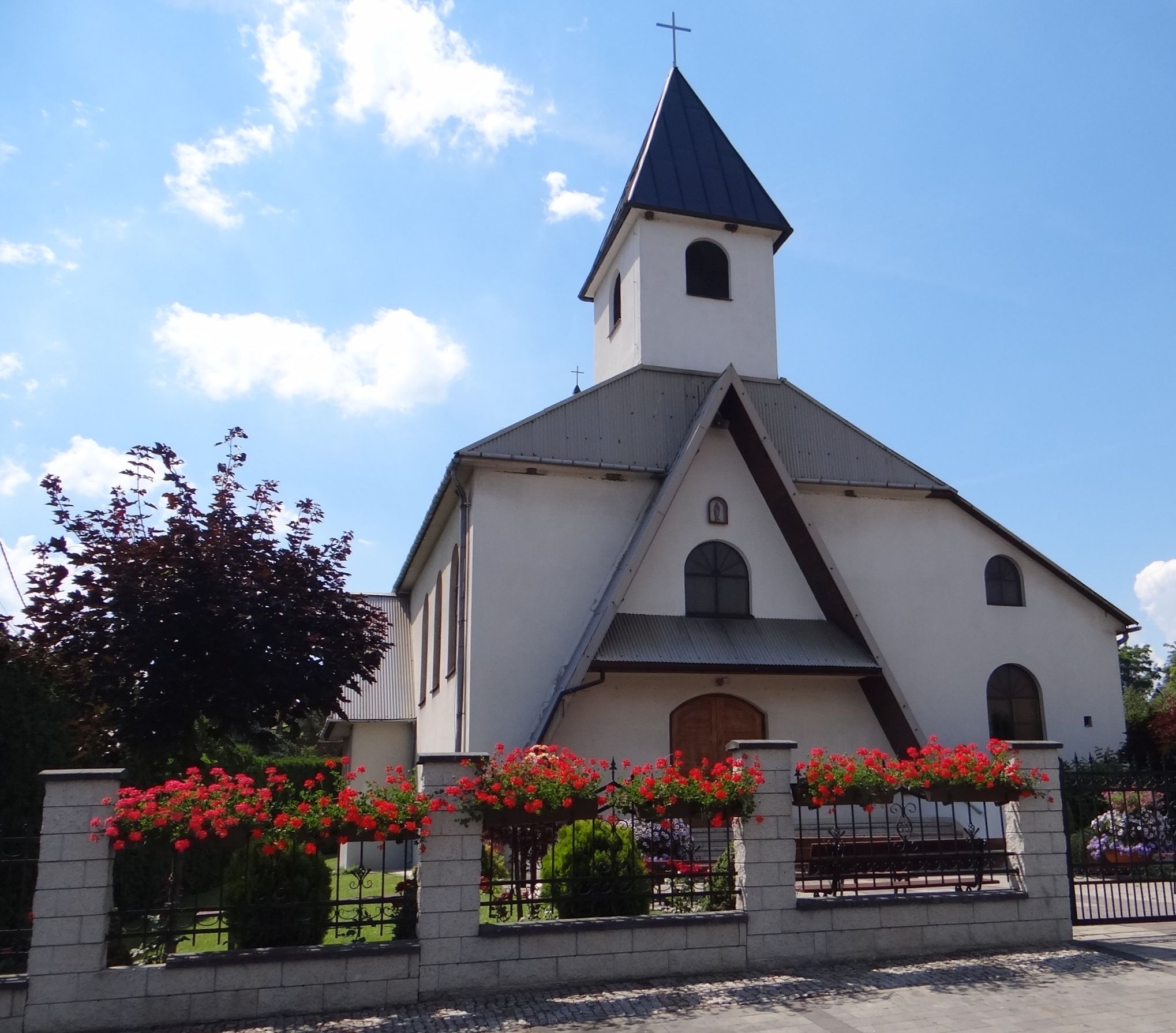
Kościół

### Szlaki turystyczne
– z Rudawy przez Radwanowice, Łączki Brzezińskie i całą długość Doliny Będkowskiej do Ojcowskiego Parku Narodowego.

## Komunikacja
Do Brzezinki można dojechać autobusem MPK Kraków: linią 278 (Bronowice Małe - Krzeszowice Dworzec Autobusowy), lub też przewoźnikiem prywatnym (minibusy).